# Dymowscy herbu Tępa Podkowa
Dymowscy herbu Tępa Podkowa – polski ród szlachecki, którego pochodzenie dotychczas nie zostało gruntownie zbadane. Jego przedstawiciele pojawiali się począwszy od XVII wieku na Mazowszu i Podlasiu.

## Historia
Najwcześniejsza znana wzmianka pochodzi z 1681 roku, kiedy to niejaki Wojciech Dymowski otrzymał przywilej od biskupa Wierzbowskiego na pewne grunta w Górze. Mikołaj Dymowski został odnotowany pod rokiem 1692 jako dziekan garwoliński i proboszcz radwankowski. Z kolei inny Wojciech Dymowski został odnotowany w 1749 roku jako pisarz komory solnej w Górze.
W Królestwie Polskim wylegitymował się ze staropolskiego szlachectwa właściciel dóbr Łaszczówka Jakub Ignacy Dymowski wraz z synami Marcelim i Mikołajem (zrodzonymi z Marianny Prusieckiej), jako syn Wojciecha i Anny Pisarzewskiej a wnuk Jana Dymowskiego.
Z kolei inny Jan Dymowski był księdzem, sędzią pokoju powiatu chełmskiego w 1856 roku a kanonikiem lubelskim w 1862 roku.